# Psychonauts 2
Psychonauts 2 ist ein Computerspiel, das von Double Fine entwickelt und von Xbox Game Studios veröffentlicht wurde. Es erschien am 25. August 2021 für PlayStation 4, Windows, Xbox One und Xbox Series X/S sowie am 24. Mai 2022 für Linux und macOS.
Wie im Vorgänger steuert der Spieler den jungen Akrobaten Raz, welcher übersinnliche Fähigkeiten besitzt und sich zum Psychonauten ausbilden lässt. In Psychonauts 2, das direkt an die Ereignisse des Zwischenspiels Psychonauts in the Rhombus of Ruin anknüpft, versuchen die Psychonauten herauszufinden, wer wirklich hinter der Entführung ihres Anführers steckt, und enthüllen dabei ein tiefes Geheimnis um die Gründung der Organisation und Raz’ Familiengeschichte. Um das Geheimnis zu lüften, begibt sich Raz in die Gedankenwelten verschiedener Spielfiguren, wo er seine psychischen Fähigkeiten einsetzen kann, um sich durch die schrägen Welten zu bewegen und ihre mentalen Kreaturen zu bekämpfen.
Das ursprüngliche Psychonauts, das 2005 erschien, wurde von der Kritik gelobt, verkaufte sich aber nicht gut und galt noch mehrere Jahre nach seiner ersten Veröffentlichung als kommerzieller Misserfolg. Spieldirektor Tim Schafer hatte den Wunsch geäußert, eine Fortsetzung von Psychonauts zu entwickeln, aber der finanzielle Aufwand für die Entwicklung des Spiels hielt jeden ernsthaften Versuch für mehrere Jahre auf. Im Jahr 2011 erlangte Double Fine das geistige Eigentum an Psychonauts von Majesco Entertainment zurück und portierte das Spiel für Mac OS X und Linux, was zu starken Verkaufszahlen und einer erhöhten Nachfrage der Spieler nach einer Fortsetzung führte. Double Fine versuchte, einen Teil des finanziellen Kapitals für die Entwicklung von Psychonauts 2 durch eine Crowdfunding- und Investitionskampagne zu beschaffen, die gleichzeitig mit der Ankündigung des Spiels gestartet wurde. Die Kampagne brachte bis Anfang 2016 fast 4 Millionen US-Dollar ein. Nachdem Starbreeze Studios, der ursprüngliche Verleger des Spiels, insolvent ging, sicherte sich Microsoft im Jahr 2019 die Veröffentlichungsrechte von Starbreeze und übernahm Double Fine als Teil der Xbox Game Studios. Diese Übernahme ermöglichte es Double Fine, das Spiel ohne inhaltliche Kürzungen fertigzustellen.
Psychonauts 2 erhielt sehr positive Kritiken, wobei viele der Meinung waren, dass es der Qualität des Vorgängers gerecht wurde. Gelobt wurden Leveldesign, Grafik, Text und Ton, während sich negative Kritik hauptsächlich auf die Spielmechaniken und die Bosskämpfe bezog.

## Gameplay
Psychonauts 2 ist ein dreidimensionales Jump ’n’ Run für eine Person. Der Spieler steuert Razputin „Raz“ Aquato, das zehnjährige Ausreißerkind einer Zirkusakrobatenfamilie, das mächtige übersinnliche Fähigkeiten besitzt, die es ihm erlauben, in die Gedanken anderer einzudringen. Raz wird trainiert von den Psychonauten, einer Agentur für übersinnliche Spione. Er kann rennen, springen und auf Schienen gleiten, aber aufgrund eines Familienfluchs nicht schwimmen. Neben einigen neuen psychischen Fähigkeiten kehren viele seiner Kräfte aus dem Originalspiel zurück, darunter Pyrokinese, Levitation und Telekinese. Höchstens vier Kräfte stehen gleichzeitig zur Verfügung; die Auswahl kann jederzeit über ein Menü gewechselt werden.
Jeder Level des Spiels existiert im Bewusstsein einer Spielfigur, meist mit dem Ziel, die psychischen Probleme der Figur zu lösen. Das Umgebungsdesign in jedem Level gibt Einblick in die Lebenserfahrung und den mentalen Zustand der Figur. Die Gegner in den Levels sind typischerweise Personifikationen von mentalen Phänomenen wie Bedauern, Zweifel oder Panikattacken. In Kämpfen kombiniert Raz seine Fähigkeiten mit Nahkampf-Angriffen und einer Ausweichrolle. Wenn Raz in einen Abgrund fällt oder seine Gesundheit aufgebraucht ist, respawnt er an einem Checkpoint. Mehrere Level gipfeln in einem Bosskampf.
Neben dem Vorantreiben der Hauptgeschichte kann Raz die große Oberwelt erkunden und Sidequests absolvieren. Abgeschlossene Levels können erneut besucht werden. In den Levels und den Hub-Welten kann Raz verschiedene Sammelobjekte wie emotionalen Ballast, Körnchen Weisheit und Tresore finden, die einen Einblick in düstere Erinnerungen einer Figur geben. Einige Gegenstände, wie z. B. PSI-Karten, erhöhen Raz’ Rang und schalten Fähigkeits-Upgrades frei. Die Spielwährung kann für Pins – die passive Gameplay-Effekte bieten –, Gesundheitskits und andere Gegenstände ausgegeben werden.

## Handlung
Psychonauts 2 spielt in einer alternativen Welt, in der einige Menschen und Tiere über psychische Kräfte verfügen. Die Psychonauten sind eine internationale Agentur, die sich auf die psychische Friedenssicherung, die wissenschaftliche Erforschung des menschlichen Geistes und die Entwicklung von Technologien auf psychischer Basis konzentriert.
Nachdem sie Truman Zanotto, den Chef der Psychonauten, aus Dr. Lobotos Händen befreit haben, dringen Raz, Lili, Sasha und Milla in Lobotos Geist ein, um die Identität seines Auftragsgebers zu erfahren. Raz findet heraus, dass sich Loboto vor Maligula fürchtet, einer grausamen Hydrokinetikerin, die die Hauptstadt von Grulovia überflutet hat und von den Gründungsmitglieder der Psychonauten, den sogenannten Psychic Six, besiegt wurde. Sasha vermutet, dass ein Doppelagent innerhalb der Psychonauten bei der Entführung von Truman geholfen hat.
Im Hauptquartier der Psychonauten bekommt Raz von der Vizedirektorin Hollis Forsythe eine Praktikantenrolle in der Poststelle unter Nick Johnsmith zugewiesen. Raz findet Nicks hirnlosen Körper und einen Schlüssel zu einem Zimmer im Glücktopus-Casino. Während einer Trainingsübung setzt Raz seine Kräfte ein, um Hollis zu überzeugen, die Praktikanten auf eine Mission ins Casino mitzunehmen. Er bringt jedoch Hollis’ latente Spielsucht zum Vorschein und ist gezwungen, dies rückgängig zu machen, um die Mission wieder in Gang zu bringen. In dem Casino-Zimmer findet Raz Beweise dafür, dass Maligulas Anhänger versuchen, sie durch Nekromantie auferstehen zu lassen.
Truman Zanotta offenbart Raz, dass er sein Koma nur vortäuscht, drängt ihn aber, niemandem davon zu erzählen. Er fordert Raz auf, Ford Cruller ins Hauptquartier zu bringen und seine gespaltenen Persönlichkeiten zu vereinen, da er das Geheimnis um Maligula kennt. Raz tut dies und hilft nebenbei den anderen Mitgliedern der Psychic Six bei der Bewältigung ihrer mentalen Traumata, die nach ihrem Kampf mit Maligula entstanden sind. Als Fords Gehirn wieder ganz ist, erklärt er, dass es sich bei Maligula um Lucrecia Mux handelt, das unbekannte siebte Mitglied der Psychic Six, mit der Ford eine Liebesbeziehung hatte. Lucrecia war nach Grulovia zurückgekehrt, um ihre Schwester Marona Aquato im Krieg zu beschützen. Nach dem Krieg befahl ihr Monarch Gzar Theodore, einen Volksaufstand gegen ihn zu unterdrücken, woraufhin Lucrecia starke Regenfälle beschwor. Hunderte Demonstranten starben infolge eines Dammbruchs, darunter auch Marona Aquato. Als sie die Leiche ihrer Schwester sah, erschuf Lucrecia die Persönlichkeit Maligula, überflutete das Land und zwang den Gzar mitsamt seiner Familie ins Exil. Die Psychic Six besiegten Maligula, aber Ford benutzte heimlich eine von Ottos Erfindungen, um die Maligula-Persönlichkeit tief in Lucrecias Geist zu vergraben und Lucrecia glauben zu lassen, sie sei Marona „Nona“ Aquato. Ford versah sie zusätzlich mit einer Wasserphobie und veränderte die Erinnerungen von Raz’ Vater Augustus, damit dieser Lucrecia als seine Mutter akzeptiert. Schließlich spaltete Ford seinen eigenen Geist, um dieses Geheimnis zu verbergen und Lucrecia zu vergessen.
Ford und Raz finden Nona in der Grünnadelschlucht, dem alten Hauptquartier der Psychic Six, wo sie beginnt, sich an ihre Zeit als Lucrecia zu erinnern. Ford beschließt, die Maligula-Persönlichkeit mithilfe der Psychic Six endgültig aus Nonas Geist zu verbannen. In Nonas Kopf erfahren sie, dass sie es war, die Raz einen Flyer fürs Sommercamp Whispering Rock reichte, um die Psychonauten indirekt um Hilfe zu bitten, nachdem sie ins Wasser geschaut und eine Vision ihrer toten Schwester gesehen hatte. Während Ford und Raz sich darauf vorbereiten, Maligula zu verbannen, wird Raz plötzlich von Truman aus Nonas Kopf entfernt. Raz und Lili, die Trumans Verhalten verdächtig finden, treten in seinen Kopf ein und entdecken, dass sein Gehirn in Wahrheit das von Gristol Malik, Gzar Theodores Sohn, ist, welches Loboto auf Gristols Anweisung hin in Trumans Kopf implantiert hat. Gristol plant, Maligula wiederzubeleben, die Psychonauten zu zerstören und Herrscher über Grulovia zu werden.
Die anderen Psychonauten kommen zu spät, um Maligulas Wiedererwachen zu verhindern; nur Raz und Lili entkommen. Während Lili aufbricht, um Trumans Gehirn zu finden, läuft Raz zurück zu seiner Familie, die Raz mit einer fortgeschrittenen Akrobatentechnik dabei hilft, Maligula zu erreichen und in ihren Geist einzudringen. Raz kämpft mit den anderen Praktikanten gegen die Maligula-Persönlichkeit, schwächt sie, bis Nona auftauchen kann, und beide arbeiten zusammen, um Maligula in die Tiefen zu stoßen. In der Folge wird Nona begnadigt und schließt sich wieder mit Ford zusammen, Truman bekommt sein Gehirn zurück, Gristol wird eingesperrt, Loboto entkommt, um sein Kind aus Whispering Rock zu holen, und die Praktikanten werden zu Junioragenten befördert.

## Entwicklungsgeschichte

### Hintergrund
Das erste Spiel von Double Fine als Studio war Psychonauts, das 2005 veröffentlicht wurde. Der Titel galt als kommerzieller Misserfolg, wurde aber von den Kritikern für die Figuren und seinen Schreibstil gelobt und erlangte eine Kultanhängerschaft. In den Jahren nach seiner Veröffentlichung drängten Fans und Spielejournalisten Tim Schafer, CEO von Double Fine und Hauptverantwortlicher für das Spiel, eine Fortsetzung zu entwickeln.
Schafer hatte sein Interesse bekundet, wieder am Psychonauts-Franchise zu arbeiten. Nach dem Erfolg von Double Fine mit der gleichzeitigen Entwicklung und Veröffentlichung mehrerer kleinerer Spiele wie Costume Quest und Iron Brigade fühlte sich Schafer wohler dabei, eine Fortsetzung in Angriff zu nehmen. Trotzdem lehnten die Verleger die Idee weiterhin ab. Einige bezeichneten das Konzept laut Schafer als zu kreativ oder zu obskur. Andere Verleger, zu denen Schafer nach eigenen Angaben gute Beziehungen unterhielt, hätten nicht genug Geld für den geplanten Umfang des Spiels geboten.
Im Februar 2012 unterbreitete Markus Persson, damals Eigentümer von Mojang, Schafer über Twitter ein öffentliches Angebot zur Finanzierung einer Fortsetzung. Später an diesem Tag erklärte ein Firmenvertreter von Double Fine, dass Persson und Schafer die Möglichkeit diskutieren. Persson merkte an, dass sich die voraussichtlichen Kosten auf 18 Millionen Dollar belaufen. Im Februar 2013 erklärte Persson offiziell, dass er nicht mehr direkt versuche, die Fortsetzung zu finanzieren, und kommentierte, dass er „im Moment nicht die Zeit habe, auch nur zu versuchen, sich genug zu bilden, um einen 18-Millionen-Dollar-Deal zu machen“, obwohl er für die Idee zu einem späteren Zeitpunkt offen sei, nachdem er die Spieleentwicklung verlassen habe; Persson wies darauf hin, dass sich andere potenzielle Investoren gemeldet hätten, um bei einem solchen Vorhaben zu helfen.

### Ankündigung und Fundraising
Anlässlich des zehnjährigen Jubiläums von Psychonauts kündigte Schafer bei den Game Awards 2015 an, mithilfe einer Crowdfunding-Kampagne über die Plattform Fig an Psychonauts 2 zu arbeiten. Das Unternehmen erhoffte sich 3,3 Millionen Dollar für das Spiel, was ungefähr einem Drittel der geplanten Entwicklungskosten entsprach und das von Double Fine und einem Drittinvestor eingebrachte Geld ergänzen sollte. Schafer merkte an, dass der Betrag zwar derselbe war, den sie für Broken Age gesammelt hatten – welches bei Veröffentlichung sein Budget deutlich überschritten hatte – das Studio seiner Meinung nach aber in der Lage war, Psychonauts 2 termingerecht zu liefern. Schafer merkte an, dass dieser Finanzierungsansatz – Geld von mehreren Investoren statt von einem einzelnen Publisher einzubringen – dem Ansatz der Filmindustrie ähnelt und dass die Nutzung von Crowdfunding einige der traditionellen Risiken, die mit Investitionen verbunden sind, abmildern kann, da es ein effektives Mittel ist, das öffentliche Interesse an einem Titel zu beweisen.
Nur wenige Tage nach Ankündigung der Kampagne für Psychonauts 2 kündigte Double Fine die Entwicklung von Psychonauts in the Rhombus of Ruin an, einem Publisher-finanzierten Virtual-Reality-Spiel für die PlayStation VR. Das Spiel ist ein kleineres, eigenständiges Kapitel, das als Brücke zwischen dem Originalspiel und seiner Fortsetzung dient und in dem Raz und die anderen Psychonauten Truman Zanotto retten.
Während der Kampagne bestätigte Schafer, dass zusätzlich zu den Synchronsprechern mehrere Teammitglieder, die am Originalspiel gearbeitet hatten, für die Fortsetzung zurückkehren würden, darunter Erik Wolpaw als Autor, Peter Chan und Scott Campbell als Künstler und Peter McConnell als Komponist. 2 Player Productions, eine Videoproduktionsfirma, die zuvor mit Double Fine zusammengearbeitet hatte, um die Entwicklung von Broken Age zu dokumentieren, würde auf ähnliche Weise die Entstehung von Psychonauts 2 dokumentieren. Double Fine plante, die Unreal Engine 4 für die Entwicklung der Fortsetzung zu nutzen, um Zeit und Geld zu sparen, das sonst für die Entwicklung einer eigenen Spiele-Engine aufgewendet werden müsste, wie es in der Vergangenheit der Fall war.
Die Kampagne erreichte das angestrebte Finanzierungsziel in den letzten fünf Tagen ihrer 38-tägigen Kampagne. Bei der Fertigstellung waren insgesamt 3.829.024 $ von 24.109 Unterstützern gesammelt worden, wobei knapp die Hälfte von denjenigen stammten, die sich dafür entschieden hatten, in das Spiel zu investieren, im Gegensatz zu denjenigen, die sich für die traditionelleren Belohnungsoptionen entschieden. Ein Teil dieser Finanzierung war durch ein Verfahren mit der US-Börsenaufsichtsbehörde gebunden, um Figs Einsatz von nicht akkreditierten Investoren zu genehmigen; Fig deckte in dieser Zeit die Entwicklungskosten von Double Fine aus eigenem Kapital. Die Angelegenheit wurde im September 2016 beigelegt und Double Fine erhielt den finanzierten bzw. investierten Betrag.
Im Februar 2016 gab Zak McClendon, der zuvor als Design Director bei 2K Marin und Harmonix gearbeitet hatte, bekannt, dass er als Lead Designer für Psychonauts 2 eingestellt worden war.
Im Februar 2017 wurde bekannt gegeben, dass die Starbreeze Studios 8 Millionen Dollar investiert hatten, um die digitale Veröffentlichung des Spiels auf allen Plattformen zu unterstützen. Die Investition betraf nur den Vertrieb; Double Fine behielt die volle Kontrolle über das geistige Eigentum und den Entwicklungsprozess.
Double Fine hatte ursprünglich eine Veröffentlichung des Titels im Jahr 2018 geplant, gab aber im Dezember 2017 bekannt, dass sie nicht damit rechneten, das Spiel vor 2019 zu veröffentlichen. Double Fine stellte den ersten vollständigen Trailer des Spiels bei den Game Awards im Dezember 2018 vor.
Psychonauts 2 befand sich zu diesem Zeitpunkt in der Alpha-Phase.
Im Juni 2019 wurde Double Fine von Microsoft als Teil der Xbox Game Studios übernommen. Microsoft kaufte die Veröffentlichungsrechte für das Spiel von Starbreeze für 13,2 Millionen Dollar. Trotz des Verkaufs erklärte Double Fine, dass Psychonauts 2 weiterhin auf allen zuvor angekündigten Plattformen erscheinen würde (und nicht exklusiv für Microsoft-Plattformen). Die Übernahme durch Microsoft ermöglichte Double Fine eine frühere Rückzahlung an die Fig-Investoren mit einer Rendite von 139 % und eine Erhöhung der späteren umsatzbasierten Kapitalrendite von 70 auf 85 %. Schafer sagte in einem Interview 2020, dass sie vor der Übernahme durch Microsoft an einem Punkt waren, an dem sie die Boss-Kämpfe wegen Geldmangel aus dem Spiel gestrichen haben, sie aber danach wieder einfügen konnten.

### Veröffentlichung
Im Juli 2019 gab Double Fine bekannt, dass sie die Veröffentlichung des Spiels auf 2020 verschoben haben. Double Fine gab im Juli 2020 bekannt, dass sich das Spiel weiter auf 2021 verzögert, was es auch ermögliche, eine optimierte Version für die Xbox Series X zu veröffentlichen. Ein Veröffentlichungsdatum für das Spiel wurde offiziell auf der E3 2021 angekündigt. Double Fine gab auf Twitter bekannt, dass das Spiel am 6. August 2021 Goldstatus erreicht hat. Am 23. August 2021 erklärte Double Fine, dass die macOS- und Linux-Versionen aufgeschoben wurden. Beide Versionen wurden dann am 24. Mai 2022 veröffentlicht.
Double Fine hat zusammen mit 2 Player Productions die Entwicklung von Psychonauts 2 dokumentiert und diese Dokumentation, Double Fine PsychOdyssey, im Februar 2023 kostenlos auf YouTube und im Internet Archive veröffentlicht.

### Synchronsprecher
Die meisten der Synchronsprecher aus Psychonauts kehrten zurück, um ihre Figuren zu sprechen, insbesondere Richard Horvitz und Nikki Rapp als die Stimmen von Raz bzw. Lili. Neu in Psychonauts 2 sind Jack Black als Helmut Fullbear und Elijah Wood als Nick Johnsmith. Als Easter-Egg-Casting spricht Rikki Simons die Verkörperung einer von Raz’ Kräften; Horvitz und Simons hatten zuvor die Figuren Zim und Gir in der Zeichentrickserie Invader Zim gesprochen. Kimberly Brooks, die Hollis Forsythe verkörperte, gewann einen BAFTA Award für ihre Arbeit an Psychonauts 2.

## Rezeption
Spielekritiker hielten Psychonauts 2 für eine gelungene Fortsetzung, die die lange Wartezeit wert war. Die Geschichte und die Figuren wurden für ihre Tiefe, ihren Humor und die Behandlung ernster Themen mit Finesse gelobt. Außerdem wurde die Auseinandersetzung mit Fragen mentaler Gesundheit für ihre Wärme und Sensibilität gelobt. Die Kreativität im Leveldesign und der farbenfrohe Kunststil wurden allgemein gelobt. Kritik wurde am Kampfsystem, den Bosskämpfen und am Upgrade-System geäußert. Pure Xbox bezeichnete das Spiel als eines der besten des Jahres 2021 und als eine der „größten Fortsetzungen aller Zeiten“. Ars Technica nannte es „eines der besten Videospiele“, die sie je gespielt haben. GamesRadar und The Guardian hielten es für einen herausragenden Vertreter des Jump’n’Run-Genres, während The Daily Telegraph das Spiel einen „absoluten Klassiker“ nannte. GameSpot meinte, das Spiel sei eine „erstaunliche Leistung“ und Double Fines magnum opus.
Die Qualität der Erzählung wurde in den höchsten Tönen gelobt. Die Mischung aus scharfem, witzigem Humor und einer feinfühligen Behandlung komplexer Themen fand bei vielen Kritikern Anklang. Ars Technica war der Meinung, dass der Text „in jeder Dimension glänzt“. Gaming Bolt lobte den Charme und den Humor des Textes trotz seines schwereren Subtextes. Polygon und Telegraph bemerkten eine größere Reife der Themen des Spiels im Vergleich zu seinem Vorgänger. Eurogamer nannte in diesem Zusammenhang die Erkundung ethischer Fragestellungen in einem Level, in dem Raz rücksichtslos die Psyche von Hollis Forsythe verändert und sich mit den Folgen abfinden muss. Gaming Bolt hielt Raz für eine starke Hauptfigur, die mit Tiefe und Sympathie geschrieben wurde. Horvitz und Black wurden von Video Games Chronicle (VGC) als die herausragenden Mitglieder einer starken Besetzung bezeichnet. Ars Technica bezeichnete die Darbietungen als „absolut perfekt“. Kotaku hob die vielfältigen Eigenheiten der Darsteller hervor, die durch starke Texte unterstützt werden. Hardcore Gamer beklagte, dass die Praktikanten nach einer starken Einführung in der weiteren Geschichte nur noch Nebenrollen spielen und bemängelte das Tempo des letzten Akts.
Die Fähigkeit der Erzählung, die Behandlung psychischer Probleme mit Wärme, Humor und Sensibilität in Einklang zu bringen, wurde gelobt. Game Informer lobte die künstlerische Gestaltung der psychischen Probleme und Pure Xbox sah darin die „unglaublichste Leistung“ des Spiels. Nach Ansicht von Eurogamer wurde ein Gleichgewicht zwischen „Karikatur und Empathie“ erreicht, wobei die thematische Darstellung gleichzeitig spielerisch und ausgefeilt ist. Hardcore Gamer fand, dass das Spiel in der Lage war, seine Themen mit mehr Substanz zu erforschen als sein Vorgänger. Die Themen wurden nach Einschätzung von VGC mit „großer Sorgfalt“ behandelt und vermieden Klischees. Eine positive und hoffnungsvolle Botschaft inmitten der thematischen Schwere wurde von Gaming Bolt festgestellt. Ars Technica und Kotaku lobten die menschliche Darstellung des Antagonisten Gristol Malik; Kotaku fand Empathie in der Darstellung von Maliks Aufruhr. Polygon kritisierte die klischeehafte Darstellung des „tragischen osteuropäischen Staates“ Grulovia.
Die leuchtende Farbpalette und die Originalität der Grafik und des Leveldesigns wurden gelobt. Die Beschreibungen des Designs und der Präsentation reichten von „kreativ“ und „fantasievoll“ bis „farbenfroh“ und „einfallsreich“. Als stilistische Einflüsse nannten die Kritiker unter anderem die Werke von Tim Burton, Terry Gilliam, Sigmund Freud und Pixar. Game Informer lobte die Ästhetik und Pure Xbox nannte die Architektur und Charaktermodelle „wunderschön gestaltet“. Das Design wurde von GamesRadar als „abstrakt“ und „absurd“ bezeichnet. Telegraph und Ars Technica begrüßten die atypischen Level-Umgebungen, die die Erwartungen unterliefen, indem sie die üblichen Eis-, Lava- und Wüsten-Themen vermieden. Die Kritiker stellten fest, dass die Umgebungserzählung die Geschichte und die Charakterentwicklung bereichert. GameSpot bemerkte, dass das Kunstdesign jedes Levels die mentale Verfassung der jeweiligen Figur widerspiegelt. Telegraph beschrieb die wechselnden Story- und Gameplay-Elemente als „herrlich verwirrend“. Game Informer bemerkte gelegentlich veraltete Texturen, und IGN bemerkte steife Gesichtsanimationen und leichte Wiederholungen in der Levelstruktur. Während sie die Kreativität lobten, waren Hardcore Gamer und EGM der Meinung, dass keiner der Level die des Originalspiels in den Schatten stellte; beide nannten unter anderem den hochgelobten „Milkman Conspiracy“-Level. Der Musikscore wurde als „erstklassig“, „überschwänglich“ und „unglaublich“ gelobt. Game Informer und Gaming Bolt fanden, dass die Musik die Präsentation der einzelnen Level verbessert hat. Der Soundtrack der Kochshow wurde von Eurogamer als einer der besten des Spiels hervorgehoben.
Einige Kritiker betrachteten die Kämpfe als eine bemerkenswerte Schwäche unter den stärkeren Elementen. Negative Beschreibungen reichten von „veraltet“ und „fummelig“ bis „klobig“. Die Einschränkung, dass maximal vier Fähigkeiten gleichzeitig ausgerüstet werden können, war eine häufige Beschwerde. Kritiker empfanden das ständige Wechseln der Fähigkeiten als störend für den Spielfluss. Telegraph schrieb, dem Spiel fehle Präzision in der Bewegungssteuerung. Ars Technica war der Meinung, dass zu lange Angriffsanimationen den Spielfluss beeinträchtigen. Die Intensität und das Tempo der Kämpfe wurden von Hardcore Gamer gelobt. Kotaku verglich die Kampfszenarien mit „Mini-Puzzles“, die nur mit der Beherrschung von Raz’ Fähigkeiten lösbar waren. Sie waren der Meinung, dass das ständige Wechseln der Fähigkeiten die Immersion förderte und beschrieben das Gameplay als „flüssig“. Einige Kritiker waren der Meinung, dass die schlechte Steuerung des Originals weitgehend korrigiert wurde. Electronic Gaming Monthly (EGM) sagte, dass das Jump’n’Run ein „Niveau erreicht hat, das sich modern anfühlt“, aber dass der Kampf lediglich funktional war. Ars Technica schätzte gelegentlich Sprünge falsch ein. Probleme mit der Sprungweite wurden auch von Game Informer und IGN angesprochen, obwohl beide das Gameplay als weitgehend zufriedenstellend bezeichneten. Einige Bosskämpfe empfand GameSpot aufgrund sich wiederholender Strategien als monoton; EGM war der Meinung, dass die empfundene Langeweile beim Warten auf bestimmte Angriffsmuster das Alter des zugrunde liegenden Designs veranschaulichte. Unvermeidbare Angriffe und spärliche Checkpoints frustrierten VGC. Die Kreativität des Designs in den anderen Gameplay-Elementen wurde laut GamesRadar in den Bosskämpfen nicht wiedergefunden.
Die Rezensenten lobten einen Großteil der Nebeninhalte des Spiels, bemängelten jedoch das Upgrade-System. Gaming Bolt fand, dass das Erkunden der Oberwelt Spaß bereite. Hardcore Gamer lobte die Weite der Welt und genoss es, ihre Geheimnisse zu entdecken. Kotaku wollte aufgrund der starken Texte mehr über die Nebenfiguren erfahren, die laut VGC in den Nebenmissionen zur Geltung kommen. GameSpot war der Meinung, dass die Welt zum Erkunden einlädt und dass cleveres Weltdesign den Blick auf eine Karte überflüssig mache. Sie sagten, dass die Interaktionen zwischen den Figuren die Welt vertieften, was durch den Austausch mit Raz’ Familie deutlich wurde. GamesRadar versuchte, alle möglichen Dialogpfade mit dem Ensemble zu navigieren. Ars Technica bemerkte, dass es wie bei klassischen Nintendo-Spielen an jeder Ecke etwas zu tun oder zu entdecken gäbe. Sie fanden, dass Interaktionen mit Nebenfiguren Anreize zur Erkundung der Welt schafften. GameSpot war der Meinung, dass sammelbare Objekte effektiv in die Erkundung der Level integriert wurden. EGM meinte, dass einige Spieler das Backtracking, das notwendig ist, um alle Gebiete abzuschließen, leid sein könnten. Sie sahen wenig Anreiz, dies zu tun, da ein voll aufgerüsteter Raz keine gute Möglichkeit hätte, seine Kräfte zu nutzen. Das Aufrüstungssystem wurde von einigen Kritikern als mühsam und überflüssig angesehen. EGM war der Meinung, dass die Aufrüstungen dem mageren Kampfgeschehen nur wenig hinzufügten. Ars Technica fand, dass sie Raz’ Fähigkeiten ausreichend ergänzten. Einige Rezensenten hielten das Pin-System für weitgehend überflüssig; die Möglichkeit, nur drei auf einmal auszurüsten, wurde von IGN und Kotaku als einschränkend kritisiert. Beide Rezensenten waren der Meinung, dass die Pins teuer waren und viele keinen Nutzen hatten, und Kotaku fand die Wirtschaft des Spiels unausgewogen.